# Diphyus turcomanus
Diphyus turcomanus là một loài tò vò trong họ Ichneumonidae.